# Regiomontanus

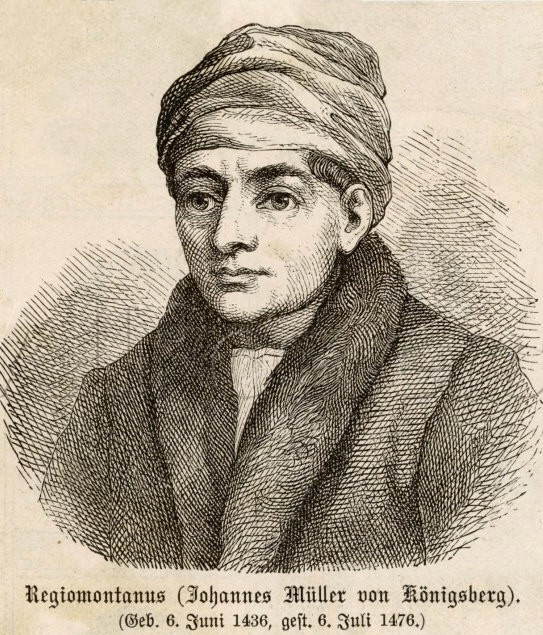
Regiomontanus. Houtsnede door Braeht of Hans Moritz von Brühl (1736–1809)?

Regiomontanus (Unfinden, Königsberg in Bayern, 6 juni 1436 – Rome, 6 juli 1476)  is de Latijnse naam waaronder de Duitse astronoom, astroloog en wiskundige Johannes Müller bekend is. De naam is afgeleid van zijn geboorteplaats Königsberg, wat Berg van de koning betekent (vandaar Joannes de Regio monte of Regiomontanus). 
Regiomontanus is de belangrijkste wiskundige en astronoom van Europa in de 15e eeuw, onder meer bekend om het bouwen in Neurenberg van de eerste sterrenwacht in Duitsland. Met zijn observaties en kritische vertalingen en commentaar op de werken van Claudius Ptolemaeus legde hij ook de basis voor het ontwikkelen van een heliocentrisch model van het zonnestelsel door Nicolaas Copernicus.

## Levensloop
Regiomontanus was zoon van een molenaar. Op 11-jarige leeftijd ging hij naar de  Universiteit van Leipzig en in 1450 naar de Rudolfina Universiteit van Wenen. Daar werd hij in 1457 aangesteld als docent in optica en klassieke literatuur. Hij werkte er samen met zijn leraar Georg von Peuerbach aan de waarneming van eclipsen en kometen, de bouw van astronomische instrumenten en horoscopen voor het hof van keizer Frederik III.
Na de dood van Peuerbach in 1461 vertrok Regiomontanus als lid van het gevolg van kardinaal Johannes Bessarion naar Rome. Hij zou er de Epytoma afmaken, een samenvattende vertaling van de Almagest van Ptolemaeus waaraan Peuerbach vlak voor zijn dood begonnen was. Als medewerker van Bessarion had Regiomontanus toegang tot alle werken uit diens bibliotheek en kon hij zich verder toeleggen op de studie van het Grieks. Zo stelde hij vast dat vele Griekse teksten, niet enkel die van Ptolemaeus, soms slecht vertaald waren. Zijn verdere leven zou hij ernaar streven, onder meer door verbeterde waarnemingen, deze fouten te herstellen.
In de lente van 1464 gaf Regiomontanus les aan de universiteit van Padua over de theorieën van de Arabische astronoom al-Farghānī en de geschiedenis van de wetenschappen van het zogenaamde quadrivium (geometrie, aritmetica, muziek en astronomie). Hij werkte er ook aan de bouw van instrumenten en schreef er over driehoeksmeting. In 1465 keerde hij terug uit Rome. Van 1467 tot 1471 werkte hij als astroloog in Hongarije voor koning Matthias Corvinus en aartsbisschop Johannes Vitéz. Hier stelde hij verschillende astronomische en trigonometrische tabellen op. Ook gaf hij college aan de in 1465 opgerichte Universitas Istropolitana in Pozsony, in het toenmalige westen van dat koninkrijk.
In 1471 verhuisde hij naar Neurenberg met de stellige bedoeling de waarnemingen te verbeteren voor een astronomische hervorming. Belangrijk onderdeel van zijn doel was om nauwkeurige en verbeterde vertalingen te verzorgen van nieuwe en klassieke oude werken, waarvoor hij een eigen drukkerij begon. Hij werkte er samen met de uit Memmingen afkomstige humanist en koopman Bernard Walther, die hielp bij de observaties, en zijn observatorium en zijn drukpers ook financieel ondersteunde. Regiomontanus richtte er ook een mechanische werkplaats op voor het bouwen van astronomische instrumenten.
In 1475 reisde hij naar Rome om paus Sixtus IV te adviseren voor de kalenderhervorming. Hij zou er kort daarna overlijden, één maand na zijn veertigste verjaardag, mogelijk aan de pest, al zou hij volgens sommige theorieën vermoord zijn.

## Astronoom

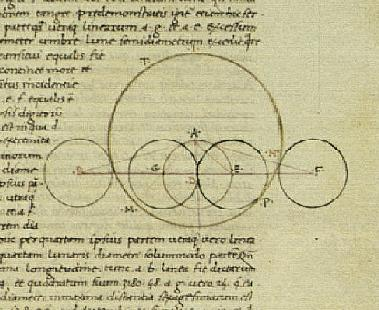
Vertaling van de Almagest door Georgios van Trebizonde in 1450, die aanleiding was voor de verbeterde vertaling, de Epytoma van Peuerbach en Regiomontanus in 1462.

Zijn samenwerking met Peuerbach bracht hem in contact met de werken van Nicolaus Cusanus. Peuerbach was een leerling van Cusanus, maar volgde diens heliocentrisch model niet. Ook Regiomontanus bleef een geocentrist. Toch zou van hem een brief bekend zijn, waarin hij erop wijst dat de positie van de sterren enigszins zou veranderen indien de aarde zou bewegen (mogelijk de eerste uitleg van de parallax van de sterren). 
Regiomontanus was zich goed bewust van de inconsistenties van het model van Ptolemaeus. Vandaar dat hij werkte aan een alternatieve verklaring voor de omlopen van Mercurius en Venus rond de zon. Zijn kritische vertaling van de Almagest van Ptolemaeus - begonnen door zijn leermeester Peuerbach op vraag van de pauselijke vertegenwoordiger bij het Heilig Roomse Rijk, Johannes Bessarion - corrigeerde de vertaling door Georgios van Trebizonde in 1450 en bood hem de gelegenheid zijn kommentaren toe te voegen en te wijzen op onnauwkeurigheden. Hiermee was in Europa eindelijk een goede vertaling van Ptolemaeus beschikbaar. Regiomontanus maakte dit werk af in 1462-1463, maar het werd pas in 1496 gedrukt onder de titel Epytoma in almagesti Ptolemei.
Regiomontanus was in het algemeen bekommerd om de inconsistenties in vele astronomische werken. Theorie en waarneming klopten vaak niet. In een brief aan de astronoom Giovanni Bianchini drukte hij zijn hoop uit dat wetenschappers hun kennis zouden bundelen om de astronomie te hervormen. Hiermee baande Regiomontanus de weg voor Copernicus, Tycho Brahe en Johannes Kepler. Copernicus’ leraar Domenico Maria Novara da Ferrara, was zelf een leerling van Regiomontanus.
Als sterrenkundige hechtte hij veel belang aan juiste waarnemingen. Samen met zijn leermeester Peuerbach verbeterde hij de gangbare astronomische tafels (de Alfonsijnse tafelen). Zijn waarnemingen werden pas geëvenaard en overtroffen door Tycho Brahe. Regiomontanus legde de basis van de wetenschappelijke studie van de kometen met zijn nauwkeurige observaties van de komeet van 1472 (de komeet 1471 Y1). Deze komeet was een van de helderste ooit waargenomen met een magnitude van -3 tot -4 en een staartlengte van enkele graden. Zij was enkele weken zichtbaar van december 1471 tot februari 1472. Het is, na de waarneming door Paolo Toscanelli van de komeet van Halley in 1456, de tweede bekende wetenschappelijke studie van een komeet.
In 1470 verbeterde Regiomontanus de jakobsstaf, een instrument van groot belang voor de navigatie op zee. Ook zijn planetentafels of efemeriden van 1474 (eerst gepubliceerd in Venetië, daarna gedrukt in Neurenberg) die de dagelijkse posities van de zon, de maan en de planeten voorspelden voor de periode 1475-1506, werden door ontdekkingsreizigers als Christoffel Columbus, Vasco da Gama en Amerigo Vespucci op hun reizen gebruikt. Hierin beschreef Regiomontanus ook een manier voor het bepalen van de lengte op zee, gebaseerd op de positie van de maan. Hoewel theoretisch juist, bleef het praktische nut van de methode beperkt zolang men niet beschikte over instrumenten om op zee de positie van de maan met de nodige nauwkeurigheid te meten. Deze efemeriden werden in 1504 door Christoffel Columbus ook gebruikt om de indianen te intimideren. Door de maansverduistering van 29 februari 1504 te voorspellen kon hij hen ervan overtuigen zijn bemanning van voedsel te voorzien.

## Astroloog
Regiomontanus hield zich ook bezig met astrologie. Hij is vooral bekend geworden door een nieuw systeem voor de berekening van de astrologische huizen dat naar hem werd genoemd. Regiomontanus verdeelde de equator in twaalf gelijke delen en trok hulpcirkels door de gevonden deelpunten en het oostpunt en westpunt. De snijpunten van deze hulpcirkels met de ecliptica vormden de posities van de huizen. Het huizensysteem van Regiomontanus verving vrij algemeen het systeem van Campanus dat voorheen veel werd gebruikt.

## Drukker - Uitgever

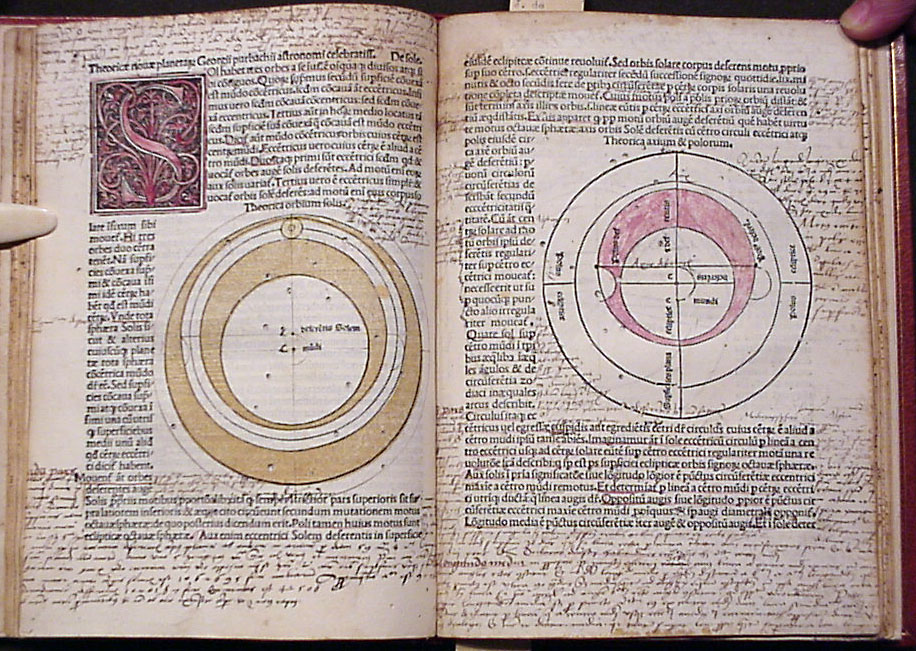
Theoricae novae planetarum

Regiomontanus werd in 1471 in Neurenberg een van de eerste drukkers van belangrijke werken op het gebied van astronomie en wiskunde. Zijn eerste uitgave was de Theoricae novae planetarum (1473) van Peuerbach. Deze theorie van de planeten was geschreven in 1460 door Regiomontanus op basis van de lessen van Peuerbach en is een compilatie van de actuele wetenschappelijke kennis over de planeten gebaseerd op de traditionele werken van Ptolemaeus, Al-Battani en Al-Farghani. Het is het eerste gedrukte astronomische handboek en werd een van de belangrijkste basiswerken uit de Renaissance.

## Wiskundige

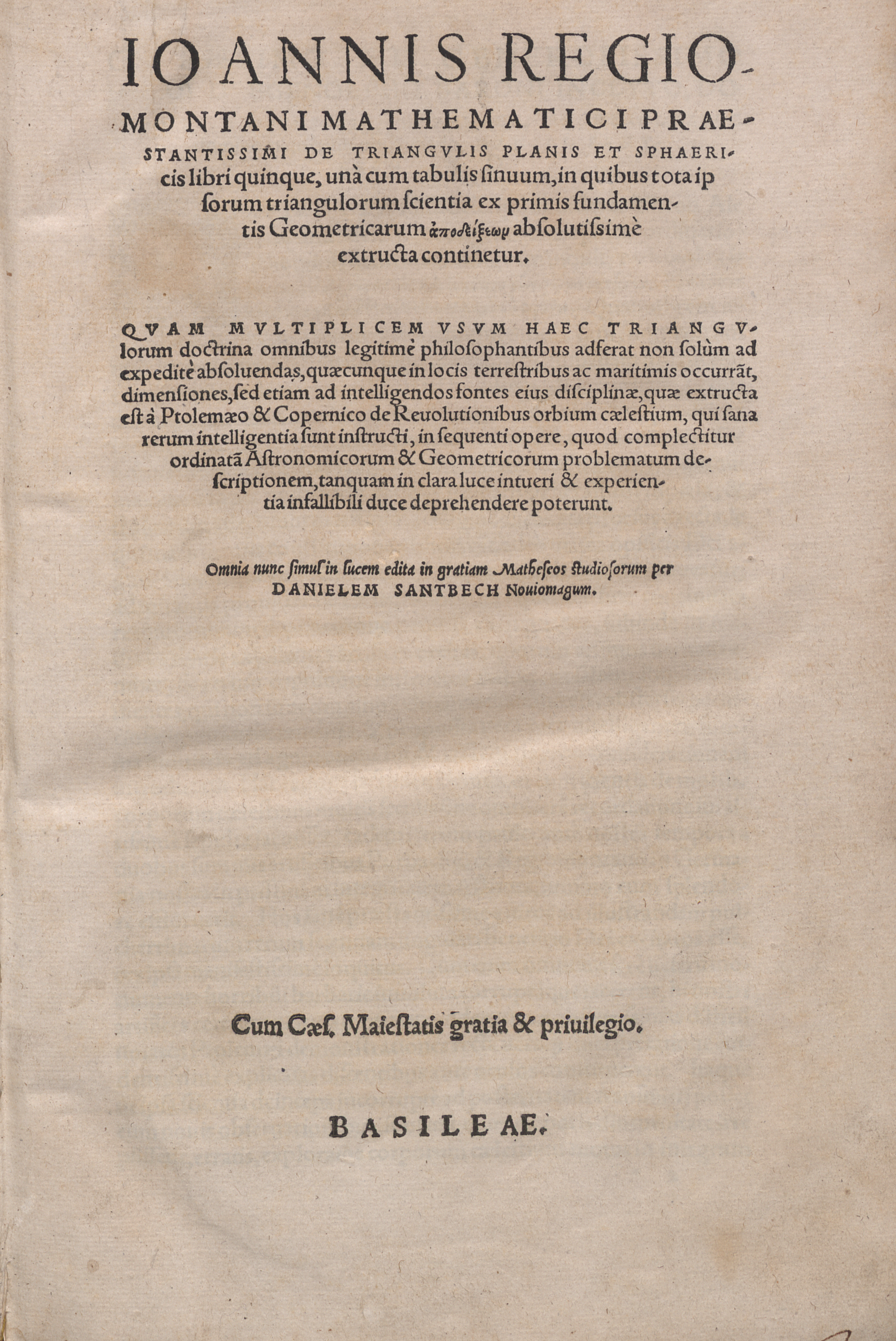
De triangulis planis et sphaericis libri

In Wenen gaf Regiomontanus onder meer les in perspectief en in Euclidische meetkunde. Tijdens zijn verblijf in Rome schreef Regiomontanus de De triangulis omnimodis libri quinque (1464), een van de eerste handboeken over de driehoeksmeting, waarin hij een overzicht geeft van de actuele kennis van de vlakke en boldriehoeksmeting. Hiermee legt hij de grondslag voor de verdere ontwikkeling van de driehoeksmeting als wetenschap.
Samen met de Pool Marcin Bylica, hofastronoom van de Hongaarse koning Matthias I, stelde hij sinus- en tangenstafels op tot op zeven decimalen nauwkeurig. In 1475 werkte hij zijn Tabulae Directionum af, in wezen een astrologisch werk, maar het bevatte waardevolle tangenstafels. Overigens was de combinatie astroloog-wiskundige in de Renaissance geen tegenstrijdigheid. De astrologie kon pas goed worden beoefend, indien de astronomische basiswaarnemingen correct waren. En de wiskunde, meer bepaald de trigonometrie, was een belangrijke hulpwetenschap voor het bepalen van de juiste posities van de hemellichamen. 
Regiomontanus was erg geïnteresseerd in oude manuscripten en ontdekte in 1463 in Venetië een handschrift van de Arithmetika van Diophantus van Alexandrië (rond 250). Het was zijn bedoeling de Griekse tekst te vertalen zodra hij een volledige versie in handen zou krijgen. Hoewel hij dit niet kon realiseren, betekende deze ontdekking voor Europa toch de kennismaking met de Arithmetika.

## Naar hem genoemd
- Regiomontanus, krater op de maan, (30°S 48°E), 129x105 km in diameter.

## Werken
Een aantal werken werden pas – soms veel later – na zijn dood gepubliceerd.
- De doctrina triangulorum, Venetië, 1463
- De quadratum circuli, 1463
- Calendarium, Neurenberg, 1473
- Ephemerides ab anno 1475-1506, Neurenberg, 1474
- Dialogus contra Gerhardi Cremonensis in planetarum theorias deliramenta, Neurenberg 1475
- De reformatione calendarii, Venetië, 1484
- De cometae longitudine magnitudineque,  Neurenberg, 1531
- De triangulis omnimodis, 1533
- Tabulae directionum profectionumque in nativitatibus multum utiles, Venetië, 1585